# 星田美歩
星田 美歩（ほしだ みほ、1994年4月28日 - ）は、日本の元女子バスケットボール選手である。茨城県出身。ポジションはガード。ニックネームは「ミホ」。2022年ミスユニバ。後輩から慕われるタイプ。特技は鋭い人間観察。

## 人物
土浦日大高校から江戸川大学を経て、2017年山梨クィーンビーズに加入。
2020年、富士通レッドウェーブに移籍。
2022年、現役引退。

## 経歴
- 土浦日大高 - 江戸川大 - 山梨クィーンビーズ（2017〜2020） - 富士通レッドウェーブ（2020〜2022）